# World Heroes 2
World Heroes 2 (ワールドヒーローズ2?, Wārudo Hīrōzu 2) è un picchiaduro a incontri arcade per il Neo Geo, diretto seguito di World Heroes, il quale è sviluppato da ADK e pubblicato da SNK nel 1993. Ebbe dei porting sulle piattaforme SNES, Neo Geo CD e PC Engine Arcade CD-ROM².

## Trama
Un anno fa, il Dr. Brown aveva creato il torneo World Heroes per scoprire chi fosse il combattente più forte della storia, ma a causa dell'arrivo inaspettato e dell'interferenza di Geegus, lo scienziato non è riuscito a ottenere la risposta. Ora il Dr. Brown è pronto a organizzare nuovamente il torneo, non solo invitando gli otto combattenti originali per un secondo round, ma anche presentando sei nuovi combattenti, ognuno dei quali cercherà di dimostrare di essere il combattente più forte della storia. Il Dr. Brown spera che questa volta, un vincitore definitivo emerga dal torneo World Heroes e si distingua come il combattente più forte della storia senza l'interferenza di Geegus o altre minacce.

## Modalità di gioco
World Heroes 2 presenta sei nuovi personaggi agli otto giocabili originali, e aggiunge nuove mosse, livelli e una opzione per la selezione della barra della salute, il che lo rende un discreto miglioramento rispetto al predecessore. Mentre la modalità "Normal Game" mantiene le normali barre energetiche per ciascun personaggio, la modalità "Death Match", oltre a mantenere il pericolo di livello del primo gioco, introduce anche una nuova barra della vita condivisa dai due combattenti, che si alterna man mano che i lottatori subiscono danni. Ogni volta che un personaggio viene sconfitto, l'arbitro gli assegnerà un incontro di dieci conteggi, in cui il giocatore dovrà premere ripetutamente pulsanti e joystick per rialzarsi e ottenere un po' di vita extra (che diminuirà alla seconda occasione). Se un personaggio viene sconfitto al terzo tentativo, verrà eliminato.

## Personaggi

### Già presenti inWorld Heroes
- Hanzo (ispirato a Hattori Hanzō) – Ninja dell'epoca Sengoku giapponese, per tecnica di combattimento e mosse speciali sembrerebbe ispirato a Ryu di Street Fighter.
- Fuuma (ispirato a Kotarō Fūma) – Storico rivale di Hattori Hanzō, Fuuma è anch'esso un ninja  dell'epoca Sengoku giapponese con il medesimo set di mosse. Egli sembra ispirato a Ken di Street Fighter.
- Kim Dragon (ispirato a Bruce Lee) – Sudcoreano esperto di Jeet Kune Do e attore allo stesso tempo, è un lottatore forte ed agile ma privo di una mossa speciale che permetta di colpire a distanza.
- J.Carn (ispirato a Gengis Khan) – Potente guardia del condottiero mongolo Gengis Khan, Carn viene affrontato in una steppa con dei nomadi mongoli presenti ad assistere al combattimento.
- Brocken (ispirato alla Germania nazista) – Brocken è un cyborg in grado di allungare i propri arti meccanici e di lanciare missili; ciò lo rende anacronistico per la Germania nazista, e le somiglianze più intuibili sono quelle con Broken Jr dell'anime Kinnikuman e con Stroheim di Le bizzarre avventure di JoJo. Nella tecnica di combattimento appare invece chiaramente ispirato a M. Bison e Dhalsim di Street Fighter II: The World Warrior.
- Janne (ispirato a Giovanna d'Arco) – Cavaliere femmina del Medioevo, Janne è armata di spada ed è dotata di una buona agilità.
- Rasputin (ispirato a Grigorij Efimovič Rasputin) – Alchimista russo del XIII secolo, Rasputin è in grado di emanare energia da mani e piedi riuscendo a colpire a distanza; inoltre ha una notevole sospensione nell'aria.
- Muscle Power (ispirato a Hulk Hogan) – Wrestler statunitense, nelle mosse sembra ispirato a Zangief di Street Fighter II: The World Warrior. Rispetto all'immagine splash presente in World Heroes quella presente in World Heroes 2 è totalmente differente e distante dalla somiglianza estetica con Hulk Hogan: infatti nel 2 lo si vede privo di baffi e con i capelli grigi.
- Neo Geegus – Lottatore non selezionabile. Dal punto di vista estetico è chiaramente ispirato al T-1000 del film Terminator 2 - Il giorno del giudizio, ed è in grado di mutarsi in uno qualsiasi dei personaggi selezionabili del gioco. Il nome sembra una storpiatura di Jesus, ovvero Gesù.

### Nuovi
- Captain Kidd (ispirato da William Kidd) – Pirata di nazionalità non definita, lo si affronta sul fondale dell'Oceano Atlantico Settentrionale. È molto abile con i calci. Alcuni suoi attacchi sono molto simili agli Hadou-ken che eseguono i vari Ryu, Ken e Akuma in Street Fighter. L'unica differenza è che i colpi energetici di Kidd hanno le sembianze di vascelli o di squali.
- Erick (ispirato da Erik il Rosso) – Vichingo norvegese, le sue mosse speciali invocano i nomi di divinità pagane della mitologia norrena.
- Johnny Maximum (ispirato da Joe Montana) – Giocatore di Football Americano dall'aspetto demoniaco. Ha ovviamente mosse speciali legate allo sport che pratica, come il lanciare una palla da football americano fantasma, oppure il caricare gli avversari come nei placcaggi.
- Mudman (ispirato ai papuani) – Stregone Papua mascherato. Ha mosse speciali legate all'utilizzo della stregoneria.
- Ryoko (ispirata a Ryōko Tamura) – Giovanissima lottatrice di jūdō, ovviamente fa leva soprattutto sulla sua abilità nelle prese, avendone una quantità inferiore solamente a Muscle Power. Il personaggio è ispirato alla judoka Ryōko Tamura che alle Olimpiadi del 1992 vinse la medaglia d'argento; curiosamente nello stesso anno durante il quale venne prodotto World Heroes 2 la Data East fece uscire il picchiaduro a incontri Fighter's History, nel quale era presente un personaggio di nome Ryoko identico a quello di World Heroes 2.
- Shura (ispirato a Nai Khanom Tom) – Campione di muay thai, Shura appare esteticamente simile ai precedenti lottatori di tale disciplina che si sono visti nei vari picchiaduro, come Sagat di Street Fighter, Hwa Jai o Joe Higashi di Fatal Fury.
- Dio – Lottatore non selezionabile, è il boss finale del gioco. Lo si affronta in Italia, sulle rovine dello scontro avuto con Geegus. Esteticamente è chiaramente ispirato da Baoh, come anche le sue mosse speciali; il nome invece è ripreso dalla divinità cristiana, ulteriore riferimento lo è Geegus, il penultimo avversario da affrontare, nome riferito a Gesù: in questo si può leggere anche un omaggio ad una parte dell'archeologia misteriosa che vede nelle divinità un'interpretazione di contatti con forme aliene.

## Accoglienza
In Giappone, la rivista Game Machine elencò World Heroes 2 nel numero del 1º giugno 1993 come l'unità arcade di maggior successo del mese. Allo stesso modo, RePlay riportò che era il quinto gioco arcade più popolare in Nord America.
Al suo rilascio, i quattro recensori di Famitsū assegnarono alla versione Neo Geo un punteggio di 26 su 40. I quattro recensori di GameFan invece diedero 349 su 400 (media 87,25%), affermando che SNK si è "avvicinata alla perfezione nel combattimento" e concludendo che è "il miglior gioco di combattimento per Neo Geo dopo Fatal Fury 2" ed "è buono quanto SF2.
GamePro ha applaudito la versione SNES per le sue enormi dimensioni (24 megabit) e la traduzione accurata dell'originale arcade, commentando che "WH 2 è così fedele alla grafica arcade che bisogna guardare attentamente per vedere cosa (se c'è qualcosa) è andato perso nella conversione". Hanno inoltre elogiato il gioco per la sua ampia selezione di personaggi e opzioni. Le cinque recensioni di Electronic Gaming Monthly gli hanno dato un punteggio di 37 su 50 (media di 7,4 su 10), definendolo "un'altra eccellente conversione di un gioco arcade per la piattaforma Super NES". Hanno citato la possibilità di giocare nei panni dei boss e le impostazioni di velocità come buoni bonus.